# Palaeopsychops maculatus
Palaeopsychops maculatus  (лат.) — ископаемый вид сетчатокрылых насекомых рода Palaeopsychops  из семейства Ithonidae (ранее в Polystoechotidae). Обнаружен в эоценовых отложениях Европы (Fur Formation, Дания, около 50 млн лет).
Размер переднего крыла — 40,0×17,5 мм.
Вид Palaeopsychops maculatus был впервые описан в 2001 году датским палеоэнтомологом Стигом Андерсеном (Stig Andersen; Geological Museum, Копенгагенский университет, Копенгаген, Дания) вместе с таксонами Palaeopsychops abruptus, Palaeopsychops latifasciatus Palaeopsychops angustifasciatus и другими новыми ископаемыми видами. Таксон Palaeopsychops maculatus включён в состав рода Palaeopsychops Andersen 2001. Сестринские таксоны: P. abruptus, P. quadratus, P. dodgeorum, P. latifasciatus, P. angustifasciatus, P. douglasae, P. marringerae, P. setosus, P. timmi.